# Dermodactylus
Dermodactylus (лат.) — вымерший род птерозавров-птеродактилоидов, окаменелые остатки которого были обнаружены в киммериджско-титонских отложениях верхнеюрской формации Моррисон в Вайоминге, США. Единственной известной находкой является неполная кость кисти.

## История и классификация
Dermodactylus был описан по единственной дистальной правой четвёртой пястной кости, найденной Сэмюэлем Уиллистоном в горном хребте Комо-Блафф (Вайоминг) в 1878 году; в настоящее время эта кость хранится в коллекции Музея естественной истории Пибоди в Нью-Хейвене, Коннектикут (YPM 2020). На тот момент эта кость была самой древней находкой птерозавра, найденным, признанным и описанным в Северной Америке. Отниел Чарлз Марш впервые назвал его как вид рода Pterodactylus (P. montanus), видовое название которого указывает на место находки (горный хребет), но вскоре выделил его в отдельный род. В то же время к таксону были приписаны некоторые другие находки, включая ещё одну кость крыла, зубы, позвонки и скапулокоракоид, но этот материал, вероятно, принадлежит другому виду животных.
Скудность известных материалов не позволяет производить классификацию; тем не менее, Карпентер и др. в работе 2003 отмечают, что форма суставной головки указывает на нахождение рода вне семейства Ornithocheiridae. В некоторых работах Dermodactylus считается сомнительным птеродактилоидом или вовсе не рассматривается как валидный таксон.

## Палеобиология
Марш предположил, что размах его крыльев составлял 1,5-1,8 метра, но эта оценка была проведена на основе дополнительных материалов, впоследствии исключённых. Peter Wellnhofer оценил размах крыльев единственной известной особи в 1 метр. John Foster оценивает его вес в 3,3 килограмма.